# Cuoro
Cuoro ou Cuara é uma comuna rural do sul do Mali da circunscrição de Sicasso e região de Sicasso. Segundo censo de 1998, havia 10 782 residentes, enquanto segundo o de 2009, havia 11 315. A comuna inclui 1 cidade e 5 vilas.

## História
O explorador francês René Caillié parou em Cuoro em fevereiro de 1828 em sua jornada para Tombuctu. Ele estava viajando com uma caravana que transporta nozes de cola para Jené. Em seu livro Viagens através da África Central para Tombuctu publicado em 1830, ele se refere aquilo que então era a vila de Cuara. Caillié escreveu:
| “ | Às nove da manhã nós paramos em Cuara, uma bela vila, onde encontramos abundância de todas as necessidades de vida. Os habitantes cultivaram grande quantidade de algodão e milhete e estavam supridos com água de um córrego que flui a leste-nordeste, meia milha da vila. | ” |

O córrego que Caillié se referiu era o rio Banifingue, um tributário do Bani, mas em fevereiro tem muita pouca água.